# محطة مليلية البحرية
 تعد محطة مليلية البحرية بنية تحتية هامة للموانئ تقع في مدينة مليلية المتمتعة بالحكم الذاتي في شمال أفريقيا. وهي نقطة رئيسية لنقل الركاب والمركبات والبضائع، وتسهل الاتصالات بين مليلية وشبه الجزيرة الأيبيرية . 

## تاريخ
شهدت محطة مليلية البحرية مراحل مختلفة من التطوير على مر السنين. وفي عام 2008، تم افتتاح محطة ركاب جديدة وحديثة، مما يمثل تحسنا كبيرا في قدرة الميناء وكفاءته. بمساحة قدرها 14000 متر مربع، تم تصميم المحطة الجديدة لتحسين عمليات الصعود والنزول، وتحسين سلامة وراحة المسافرين. كان هذا التجديد جزءًا من محاولة تحديث البنية التحتية لموانئ المدينة وتكييفها مع المتطلبات المتزايدة للنقل البحري.

## وصف
تركز محطة الركاب الجديدة على الكثير من أنشطة الميناء، مما يحسن تجربة المسافر من خلال تصميم عملي وحديث. توفر المحطة مساحات واسعة لعبور الركاب وزادت من مستوى الأمن والتحكم في إجراءات الصعود والنزول.
ومن السمات البارزة للمحطة مركز التسوق الخاص بها، والذي يوفر خدمات وخيارات ترفيهية متنوعة. ويضم هذا المركز المحلات التجارية والمطاعم وغيرها من المرافق التي تتيح للركاب الاستمتاع بوقت انتظارهم بشكل مريح.

## اتصالات
يرتبط ميناء مليلية بشكل أساسي بموانئ المرية ومطريل ومالقة في شبه الجزيرة الأيبيرية. وتعتبر هذه الطرق ضرورية لنقل الأشخاص والبضائع، وتعزز دور مليلية كحلقة وصل بين أوروبا وأفريقيا.

## أهمية
تلعب محطة مليلية البحرية دورا أساسيا في الاقتصاد المحلي والإقليمي، وتسهيل التجارة والسياحة والتنقل بين أوروبا وإفريقيا. وكان افتتاح المحطة الجديدة في عام 2008 بمثابة علامة فارقة في تحديث الميناء، وتعزيز مليلية كنقطة مرجعية في الاتصالات البحرية بين القارتين.
بالإضافة إلى ذلك، فهي نقطة رئيسية في عملية ممر المضيق ، حيث توفر التسهيلات اللازمة لإدارة العدد الكبير من الركاب والمركبات خلال هذه الفترة.

## روابط خارجية
- محطة مليلية البحرية